# Scott
Baza antarctică Scott este o stație științifică neozeelandeză situată în Antarctica la cîțiva kilometri de baza McMurdo de care este legată prin unul din puținele drumuri de pe continentul sudic. Numele stațiunii provine de la cel al exploratorului Robert Falcon Scott.
Stațiunea a fost deschisă 1957 și are statut de capitală a Zonei Antarctice Neozeelandeze.